# Discocactus bahiensis
Discocactus bahiensis es una especie de planta suculenta perteneciente al género Discocactus, dentro de la familia Cactaceae. Es endémica del nordeste de Brasil (concretamente de los estados de Bahía, Ceará, Pernambuco y Piauí) y su ciclo generacional es de 15 a 20 años.

## Descripción
Discocactus bahiensis es una especie de cactus pequeño que normalmente crece de forma solitaria, aunque en ocasiones puede formar grupos. Los tallos miden de 5,5 a 18 cm de diámetro y de 3 a 7 cm de alto. Tienen forma aplanada-globular y su epidermis es de color verde pálido. Suelen crecer con el tallo enterrado en el suelo, ya sea en parte o en su totalidad y sus raíces son algo engrosadas, parecidas a las de una zanahoria (napiformes).
Presenta de 10 a 16 costillas bien definidas, dispuestas de forma vertical o en espiral y con tubérculos bien desarrollados. Sobre ellos se asientan areolas por encima del nivel del suelo (de 2 a 5 por costilla), de forma ovalada a elíptica. Miden de 3 a 10 mm de largo y de 3 a 8 mm de ancho. A veces aparecen hundidas y aunque inicialmente están cubiertas de pelo blanquecino a crema similar a un tricoma, con la edad se vuelven calvas (glabras).
Las espinas son rígidas, leñosas y de color crema a gris-marrón. Son curvadas, cilíndricas o aplanadas en sección transversal. No se distinguen espinas centrales y las 5 a 14 espinas radiales aparecen dispuestas de 2 a 4 pares a cada lado de la areola. Miden de 0,6 a 4,5 cm de largo y de 0,5 a 3 mm de ancho.
En el ápice de las planta adultas se forma una estructura lanosa llamada cefalio, el cual mide de 2,2 a 4,7 cm de alto y de 0,9 a 2,1 cm de ancho. A veces aparece deprimido, está compuesto por lana blanca y en su margen presenta algunas cerdas de color amarillo a negro de hasta 3 cm de largo. Esta estructura protege el extremo apical más sensible de la planta, tanto de las incidencias del frío nocturno como de las radiaciones ultravioletas demasiado intensas. Además, se cree que este cefalio tiene una función de atracción de polinizadores, ya que incluso antes de aparecer las flores suelen ser muy vistosos.
Las flores son blancas, de aroma dulce (fragantes) y tienen forma de embudo. Surgen en el borde del cefalio, se abren por la noche y son polinizadas por polillas. Miden de 4 a 7 cm de largo y de 2,3 a 5,4 cm de diámetro, y los botones florales son color verde a marrón. Su pericarpelo aparece desnudo en la base y está cubierto de escamas desnudas en sus axilas superiores. El tubo floral es delgado, de color verde oliva a marrón y con escamas carnosas de 1,5 a 5 mm de largo. Los segmentos internos del perianto miden de 0,8 a 2 cm de largo y son de color blanco, y los externos, miden hasta 1,8 cm de longitud y son de color blanco verdoso. La cámara de néctar es de tipo tubular y mide de 1,4 a 1,6 cm de largo.

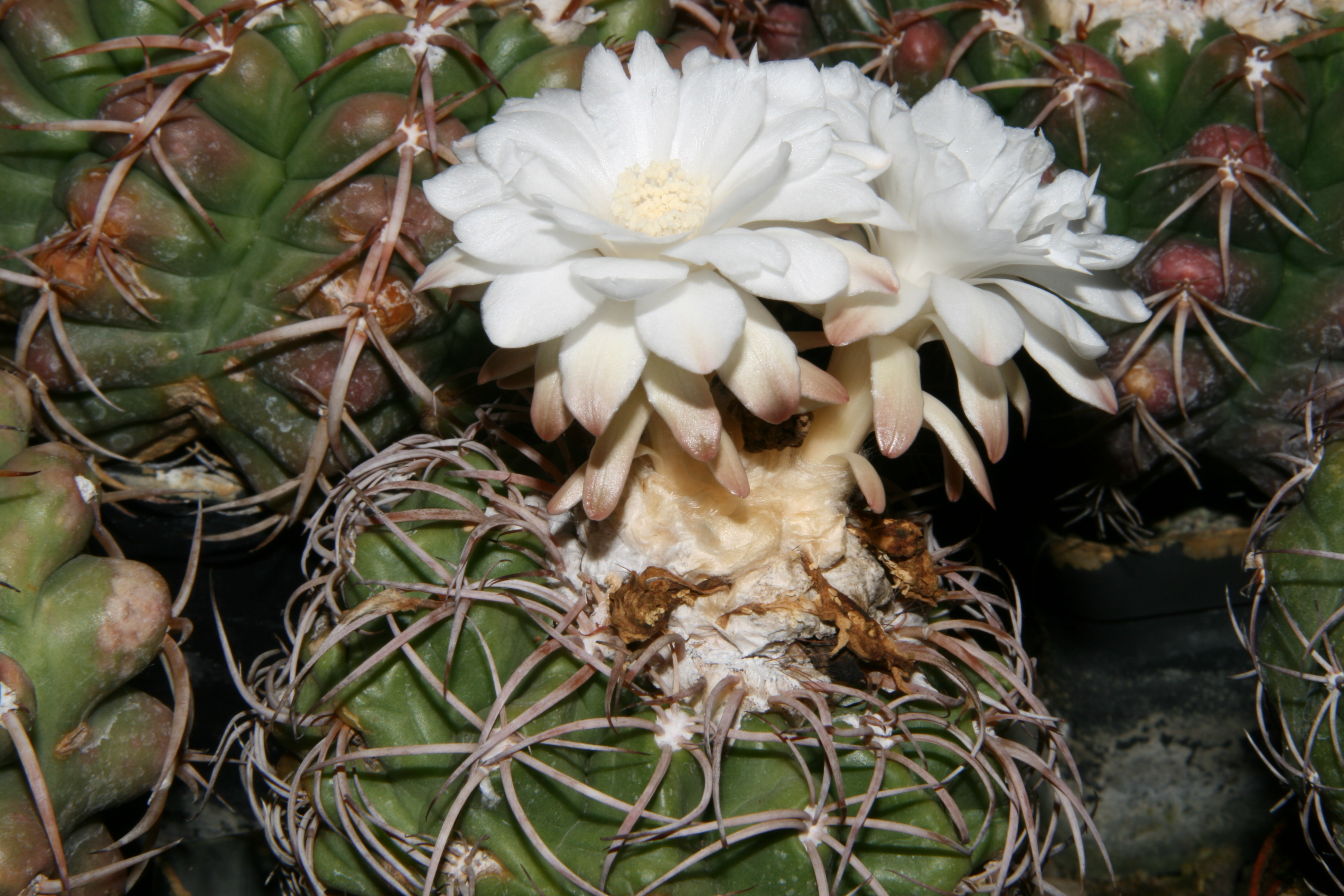
Detalle de la flor de Discocactus bahiensis ssp. gracilis

Los estambres tienen filamentos de 3 a 11 mm de largo, con anteras amarillas de 1 a 2 mm. El estigma tiene de 5 a 8 lóbulos de 0,4 cm de color crema a blanco y el estilo mide de 3,4 a 4 cm y es de color amarillo dorado. En su interior contiene óvulos dispuestos en 1-5 racimos. La floración ocurre entre noviembre y febrero, con un pico en enero, cuando la mayoría de las plantas presentan de 1 a 5 flores a la vez.
Los frutos son de color blanco a verde, con el ápice algo enrojecido. Tienen forma globular y son ligeramente carnosos. Cuando están maduros se abren por una hendidura vertical y conservan restos florales persistentes. Miden de 1,2 a 5 cm de largo y de 0,7 a 1 cm de ancho. En su interior contienen semillas negras brillantes y de forma ovalada a casi esférica. Tienen una testa fuertemente tuberculada y miden de 1,5 a 1,9 mm de largo.

## Distribución y hábitat
El área de distribución nativa de esta especie es el nordeste de Brasil (concretamente en los estados de Bahía, Ceará, Pernambuco y Piauí) y crece principalmente en el bioma tropical estacionalmente seco, a elevaciones de 380 a 650 metros sobre el nivel del mar.

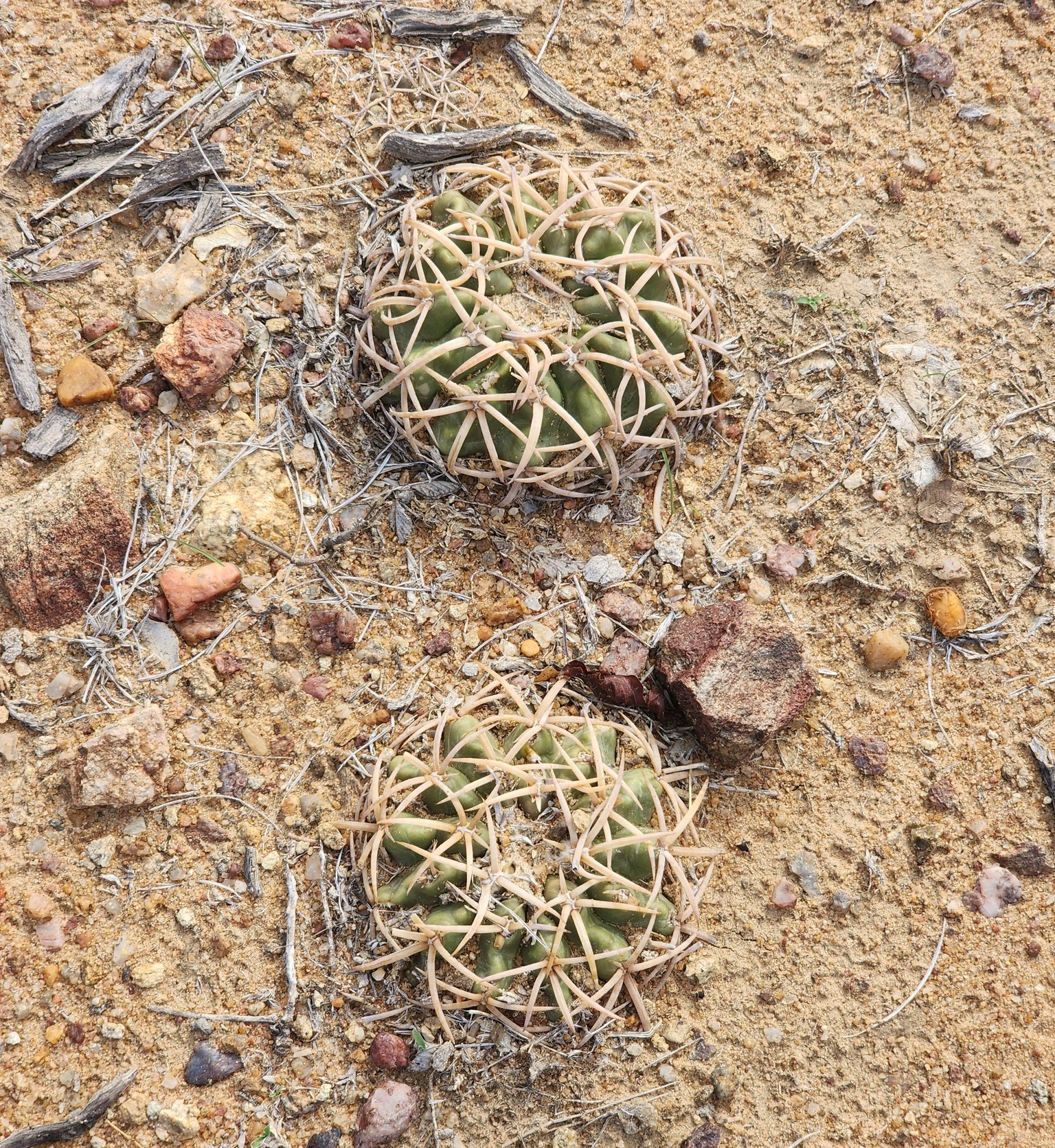
Planta en su hábitat

Habita en suelos rocosos y franco-arenosos (de color rojo a naranja) de terrazas fluviales expuestas y pedregosas, entre formaciones de piedra caliza o cuarcita teñida de hierro, así como en llanuras fluviales inundadas estacionalmente dentro de la caatinga.

## Taxonomía
Discocactus bahiensis fue descrita por los botánicos estadounidenses Nathaniel Lord Britton y Joseph Nelson Rose y publicada por primera vez en el libro The Cactaceae; descriptions and illustrations of plants of the cactus family 3: 220, pl. 24, f. 4 en 1922.

Etimología
- Discocactus: nombre genérico formado a partir de las palabras griegas diskos (que significa 'disco', en el sentido de 'plano') y kaktos (que significa 'cardo' o 'planta espinosa'), haciendo referencia al carácter discoidal y aplanado de la mayoría de sus especies.
- cedrosensis: epíteto geográfico que hace referencia a la presencia de la especie en el estado de Bahía (Brasil).[9]

### Subespecies
Actualmente se distinguen dos subespecies:
| Imagen | Subespecie                                                | Descripción | Distribución                                |
| ------ | --------------------------------------------------------- | --- | ------------------------------------------- |
|        | Discocactus bahiensis subsp. bahiensis                    | Puede alcanzar diámetros de hasta 7 cm. Suele tener entre 10 y 16 costillas bien definidas.                                                                                               | Nordeste de Brasil (Ceará y norte de Bahía) |
|        | Discocactus bahiensis subsp. gracilis P.J.Braun & Esteves | Presenta un tallo más pequeño y delgado, alcanzando aproximadamente 6 cm de diámetro. Tiene alrededor de 10 costillas, que a menudo están casi ocultas por la densa cobertura de espinas. | Nordeste de Brasil (Bahía)                  |

Sinonimia
- Sinónimos de Discocactus bahiensis subsp. bahiensis:
  - Discocactus bahiensis subsp. subviridigriseus (Buining & Brederoo) P.J.Braun & Esteves (1993)
  - Discocactus subviridigriseus Buining & Brederoo (1976)

- Sinónimos de Discocactus bahiensis subsp. gracilis: (No tiene)

## Estado de conservación
En la Lista Roja de Especies Amenazadas de la UICN, la especie está clasificada como “Vulnerable (VU)”.
Las principales amenazas que sufre la especie se deben al deterioro del hábitat por efecto de la recolección ilegal, la urbanización, la agricultura, la construcción de carreteras y la extracción de piedra caliza. Además, parte de su hábitat se inundó como consecuencia de la construcción de la presa de Sobradinho en la década de 1970.

## Usos

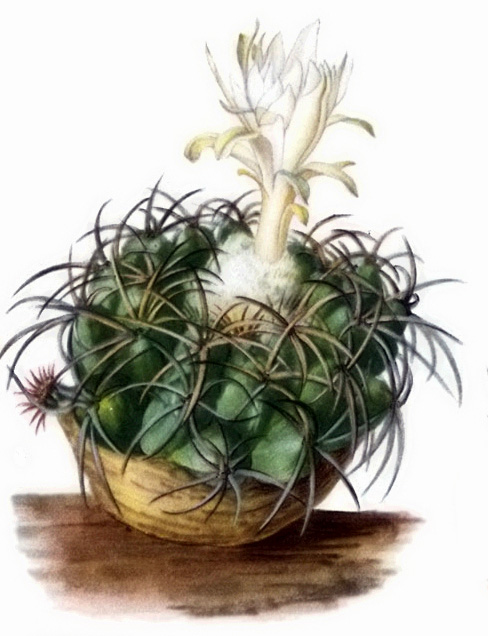
Ilustración de la planta

Se cultiva principalmente como planta ornamental debido a su valor estético. Su propagación se realiza, en la mayoría de los casos, mediante semillas. No obstante, es una especie notoriamente difícil de cultivar, especialmente cuando se mantiene en sus propias raíces, ya que presenta una alta sensibilidad a las heladas. Se recomienda mantenerla a temperaturas superiores a los 15 °C, aunque puede tolerar hasta 8 °C si se encuentra injertada.
Esta especie requiere exposición a pleno sol, aunque puede beneficiarse de sombra parcial durante las horas más calurosas del día. Las plántulas jóvenes se injertan con frecuencia sobre portainjertos más resistentes, debido a su lento crecimiento y a la elevada susceptibilidad a la pudrición radicular. Aunque no tolera periodos prolongados de sequía absoluta, el exceso de riego también resulta perjudicial, ya que su sistema radicular es débil e ineficaz para absorber agua en suelos saturados.
Además, Discocactus bahiensis suele mostrar sensibilidad al trasplante y puede requerir un periodo prolongado para adaptarse y establecerse adecuadamente en un nuevo sustrato.